# Andrzej Janiszek
Andrzej Janiszek, ps. "Andy", "Andrzej" (ur. 27 listopada 1905 w Mierzwiączce – obecnie dzielnica Dęblina, zm. 15 sierpnia 1998 w Warszawie) – harcmistrz, podpułkownik, więzień Pawiaka i Majdanka, członek Komendy Głównej KLON i OW-KB, popularyzator techniki i metrologii, pracownik Głównego Urzędu Miar, założyciel tzw. "Muzeum Miar".

## Życiorys

### Wykształcenie
Szkołę powszechną i gimnazjum ukończył we Włodzimierzu Wołyńskim. Studia wyższe, które podjął na Wydziale Architektury Politechniki Lwowskiej, musiał przerwać po drugim roku, gdyż po śmierci ojca na nim spoczął obowiązek pracy zarobkowej i utrzymywania matki oraz rodzeństwa. Studiów nigdy więcej nie podjął, dokształcał się na kursach pedagogicznych i szkoleniach zawodowych (legalizacyjne, budowlane).

### Okres przedwojenny
Jako ochotnik brał udział w wojnie polsko-bolszewickiej w 1920 roku. Służbę wojskową odbył w 23. Pułku Piechoty we Włodzimierzu Wołyńskim. W 1929 roku rozpoczął pracę w Okręgowym Urzędzie Miar we Lwowie na stanowisku praktykanta. Po ukończeniu kursu legalizatorskiego ogólnego został legalizatorem, a następnie zastępcą kierownika Miejscowego Urzędu Miar w Równem. Na przełomie 1931 i 1932 roku przeniósł się do Warszawy z zamiarem podjęcia ponownie studiów. Brak środków materialnych uniemożliwił mu ukończenie rozpoczętego Studium Pracy Społeczno-Oświatowej Wolnej Wszechnicy Polskiej. Dla ich uzyskania podjął pracę w przedsiębiorstwie stolarsko-budowlanym „Hilbia” (Hildebrant-Białobrzeski) i po uzyskaniu uprawnień prowadził nadzór budowlany m.in. gmachu warszawskiego Urzędu Wojewódzkiego (obecnie gmach Najwyższej Izby Kontroli) przy ul. Filtrowej w Warszawie.

### Przedwojenna działalność społeczna – praca harcerska i wychowawcza
Wychowany na wartościach patriotycznych już od 1919 roku był związany z ruchem harcerskim, gdzie był kolejno: drużynowym, hufcowym i zastępcą komendanta chorągwi wołyńskiej. Przeszedł wszystkie szczeble instruktorskie aż do harcmistrza. Po podjęciu studiów we Lwowie nie przerwał pracy z młodzieżą – stała się ona jego drugą pasją (po pracy zawodowej). W 1932 roku przeniósł się do Warszawy z dwóch powodów – chęci ponownego podjęcia studiów oraz przyjęcia propozycji kierowania Zakładem Wychowawczym dla Młodzieży "Ognisko" w Warszawie przy ul. Wolność 14. Równolegle do pracy zawodowej skończył kurs dla kierowników zakładów wychowawczych organizowany przez Wolną Wszechnicę Polską, zdobywając w ten sposób niezbędne wykształcenie do  pełnienia funkcji kierownika wspomnianego Zakładu. Stanowisko to nie było dobrze opłacane, stąd jego decyzja o podjęciu pracy w budownictwie. Nadal jednak pozostawał pracownikiem "Ogniska", aż do końca sierpnia 1939 roku. W 1934 roku uzupełniał swoje wykształcenie i umiejętności pedagogiczne na kursie dla instruktorów zuchowych w Ośrodku w Nierodzimiu, gdzie takie kursy organizował kierownik tegoż Ośrodka hm. Aleksander Kamiński. Pomimo przenosin do Warszawy kontakty z harcerstwem wołyńskim utrzymywał przez dłuższy czas – m.in. w 1934 roku był współzałożycielem Gromady Starszoharcerskiej w Łucku.

### Okres II wojny światowej
Po wybuchu drugiej wojny światowej, 7 września 1939 roku, wyjechał na polecenie Głównej Kwatery Harcerzy w okolice Żyrzyna (woj. lubelskie) na przegląd działania grup „pogotowia harcerskiego”. Tam dołączył do zgrupowania partyzanckiego, początkowo jako oficer operacyjny. Komendant Witold Ignacy Orzechowski włączył go do grupy kadrowej Organizacji Wojskowej (OW). Janiszek, przyjął pseudonimy „Andrzej” i „Andy” i oficjalnie rozpoczął pracę konspiracyjną 15 października 1939 roku, wchodząc do grupy osłonowej Komendy Głównej Organizacji Wojskowej „KLON” pod nazwą "Kadra Bezpieczeństwa", a następnie objął kierownictwo okręgu wschodniego (tereny na wschód od Wisły). Wkrótce awansował na kolejne stopnie oficerskie i szybko otrzymał nominację na Szefa Sztabu Głównego. Po aresztowaniach kierownictwa OW „KLON” w maju 1940 roku, jako zastępca Komendanta Głównego, przeniósł siedzibę Sztabu Głównego do Warszawy. W maju 1941 roku został aresztowany i osadzony na pół roku na Pawiaku. Rok później ponownie aresztowany – trzymany był przez ponad dziewięć miesięcy w ścisłej izolacji w więzieniu na Pawiaku, a następnie na początku 1943 roku został wywieziony do obozu koncentracyjnego na Majdanku. Otrzymał numer obozowy 3304.
W obozie na Majdanku Janiszek, wraz z również osadzonym w obozie Witoldem I. Orzechowskim zorganizowali ruch oporu. Dzięki nim zaczęła działać konspiracyjna siatka łączności z częścią organizacji na wolności. Kontakty z cywilnymi pracownikami obozu pozwalały na dostarczanie leków i żywności chorym więźniom oraz przekazywanie wiadomości. Tą drogą Janiszek otrzymał informację o swoim awansie na podpułkownika. W lipcu 1944 roku Niemcy zaczęli ewakuować więźniów obozu na Majdanku do obozu w Oświęcimiu. Z ostatniego pieszego transportu 23 lipca 1944 roku, dzięki pomocy ludności z okolic Kraśnika, zdołała uciec grupa 26 więźniów, a wśród nich Janiszek. Ukrywał się przez pewien czas w tych okolicach, pracując jako nauczyciel.
W trakcie pobytu w obozie narysował relację z miejsca osadzenia. W czerwcu 1944 roku, na kilka tygodni przed likwidacją obozu, jeden z więźniów otrzymał paczkę od rodziny. W środku był woreczek z grochem, a w nim ukryty gryps. Żona pisała, co słychać w domu. Na końcu było zdanie od dziecka: "Wracaj, bo Krysia musi mieć braciszka". Janiszka, z którym wspomniany więzień podzielił się wiadomościami, tak poruszyło to zdanie, że postanowił zrobić mu niespodziankę i prezent dla jego 8-letniej córki Krystyny. Na odwrocie wąskich pasków papieru narysowana była taśma filmowa, z kadrami i perforacją. "Film" nosił tytuł Krysia musi mieć braciszka. Film dla Krysi. Rysunkom przedstawiającym sytuację w obozie towarzyszył wierszyk o krasnoludkach w niewoli i karaluchach SS-manach. Wersja narysowana w obozie była czarno-biała. Po swojej ucieczce, w czasie pobytu w Kraśniku, została namalowana druga wersja – kolorowa – komiks ten trafił w latach 80. XX w. do zbiorów Muzeum na Majdanku.
Na podstawie tego grypsu i wspomnień Janiszka powstał w 1988 roku również dokument inscenizowany.

### Praca zawodowa po wojnie
W 1945 roku przyjechał do Łodzi, gdzie najpierw zorganizował Ogólnopolski Związek Jedwabnictwa, a w następnym roku przeszedł do pracy w Głównym Urzędzie Likwidacyjnym, jako kierownik referatu. Pod koniec 1947 roku ponownie podjął pracę w Głównym Urzędzie Miar – odpowiadając na apel dyr. Zdzisława Rauszera. Początkowo był zatrudniony w tymczasowej siedzibie GUM w Bytomiu w charakterze kierownika referatu personalnego (kadry). Koniec lat 40. XX w. to okres czystek personalnych i weryfikacji pracowników. Współpraca podczas wojny z Armią Krajową nie była tolerowana i akceptowana przez ówczesną władzę, co mogło skutkować  zwolnieniem z pełnionego stanowiska. Dyrektor Rauszer przeniósł go więc w 1948 roku do Warszawy, gdzie powierzył mu nadzór nad odbudową gmachu Urzędu przy ul. Elektoralnej 2 oraz dwóch budynków mieszkalnych przy ul. Elektoralnej 4/6 i ul. Orlej 2/4. Po odbudowie siedziby znalazł swoje miejsce jako historyk i propagator metrologii – jeszcze w trakcie prac budowlanych szukał i odgrzebywał z gruzów stare przyrządy pomiarowe zachowane w lepszym lub gorszym stanie, restaurował je i gromadził. Od 1952 roku zajmował się organizacją, gromadzeniem i dokumentowaniem unikalnego zbioru historycznych przyrządów pomiarowych tworzących komórkę nazywaną przez niego „Muzeum Miar”. W ciągu swojej długoletniej pracy w Urzędzie zajmował różne stanowiska (radcy, inspektora, referenta i referendarza m.in. w Wydziale Prezydialnym, w Zakładzie Studiów, Planów i Informacji Naukowej i w Ośrodku Informacji Naukowo-Technicznej i Ekonomicznej Zakładu Metrologii Ogólnej GUM), ale ze zbiorami historycznych przyrządów pomiarowych w GUM związał swoje całe życie zawodowe prowadząc je jako kustosz do 1994 roku Przywracał funkcjonalność i właściwy wygląd zabytkowym przyrządom pomiarowym, jeździł po kraju i zdobywał dawne przyrządy pomiarowe o wartości muzealnej, m.in. poprzez wymianę z innymi muzeami i kolekcjonerami, organizował wystawy, udzielał wywiadów. Zgromadził ok. 3 tys. eksponatów, dla których opracował 65 szczegółówych charakterystyk technicznych. Prowadził zajęcia dla studentów i uczniów szkół, oprowadzał wycieczki krajowe i zagraniczne – miał ogromny dar opowiadania w sposób interesujący o rozwoju miar i przyrządów pomiarowych. Z jego wiedzy korzystali autorzy opracowań naukowych i scenarzyści filmów edukacyjnych. Wniósł ogromny wkład w podnoszenie poziomu edukacji technicznej. Był też kronikarzem Urzędu – od 1949 roku prowadził na bieżąco kronikę GUM, ilustrowaną fotografiami i rysunkami swego autorstwa, która stanowi niezwykle cenną dokumentację instytucji. W połowie 1971 roku przeszedł na emeryturę, ale pracował nadal na pół etatu w GUM jako kustosz i kierownik zbiorów historycznych. Spisywał dzieje miar i przyrządów pomiarowych w Polsce, opracowywał biografie zasłużonych polskich metrologów. Prowadził dalej działalność popularyzatorską, udostępniając zgromadzone zbiory i publikacje wszystkim zainteresowanym tą tematyką i urządzając wystawy w GUM oraz w Muzeum Techniki. Był autorem prac z dziedziny historii miar i przyrządów pomiarowych. W dziedzinie historii miar był cenionym rzeczoznawcą i współpracownikiem wielu placówek muzealnych, w tym opiniodawcą Muzeum Techniki w Warszawie i współpracownikiem Muzeum Uniwersytetu Jagiellońskiego. W dniu 31 sierpnia 1994 r. ostatecznie zakończył pracę w GUM, po 65 latach od chwili pierwszego związania się z administracją miar. Zgromadzoną kolekcję przekazał pod opiekę swojemu następcy i wychowankowi Jerzemu Mikoszewskiemu.
Zmarł 15 sierpnia 1998 roku w Warszawie i został pochowany na Cmentarzu Wojskowym na Powązkach, w kwaterze Kadry Bezpieczeństwa (B 28 Rząd 1, Grób 5).

### Powojenna działalność społeczna
Przez całe swoje życie pracę zawodową łączył z działalnością społeczną. Od 1949 roku należał do ZBOWiDu – do 1979 roku był wiceprzewodniczącym klubu „Majdanek”, po rozwiązaniu ZBOWiDu przeszedł do Związku Kombatantów RP i Byłych Więźniów Politycznych, działał też jako członek Zarządu Głównego Towarzystwa Opieki nad Majdankiem. Od 1975 roku działał w Towarzystwie Wolnej Wszechnicy Polskiej. Był wieloletnim członkiem Polskiego Towarzystwa Historii Techniki, a także, w latach 1958–1979, wiceprzewodniczącym Klubu Miłośników Dawnych Militariów Polskich. W 1981 roku uczestniczył w pracach Ogólnopolskiego Komitetu Obchodów setnej rocznicy urodzin generała Władysława Sikorskiego.

## Odznaczenia i wyróżnienia
Odznaczony m.in.:
- 1939 – Krzyżem Walecznych
- 1946 – Medalem Zwycięstwa i Wolności
- 1959 – Krzyżem Kawalerskim Orderu Odrodzenia Polski
- 1972 – Odznaką Opiekuna Miejsc Pamięci Narodowej
- 1976 – Odznaką "Zasłużony Działacz Kultury"
- 1980 – Złotym Medalem Opiekuna Miejsc Pamięci Narodowej
- 1980 – Medalem Komisji Edukacji Narodowej
- 1994 – Krzyżem Oficerskim Orderu Odrodzenia Polski

i wieloma innymi. Pośmiertnie został awansowany do stopnia pułkownika.

## Publikacje
Był autorem ponad 70 artykułów i publikacji książkowych. Opracował swoje wspomnienia z okresu okupacji i pobytu na Pawiaku i Majdanku, dużą część jego twórczości stanowiły artykuły i opracowania popularyzujące wiedzę metrologiczną.
Przykładowe jego prace:
- Janiszek A., Pawiak-Majdanek 17.01.1943–22.07.1944, Warszawa 1964,
- Janiszek A., Sobczak N. – Dzieje miar w Polsce, Warszawa 1979,
- Janiszek A., Dawne miary na Dolnym Śląsku [w:] "Technika i Nauka" Wrocław 1975,
- Janiszek A., Zarys dziejów metrologii polskiej [w:] "Technika i Nauka" nr 58, 1988,
- Janiszek A., O pomiarach długości w Polsce, Warszawa 1988,
- Janiszek A., Twórcy polskiego miernictwa elektrycznego [w:] "Pomiary-Automatyka-Kontrola" nr 2, 1985,
- Janiszek A., Polska i dzieje miar [w:] "Problemy" nr 3, 1974,
- Janiszek A., Jubileusz 150-lecia miar metrycznych w Polsce [w:] "Biuletyn Informacyjny CUJiM" nr 6, 1969,
- Janiszek A., W 150-lecie miar nowopolskich [w:] "Biuletyn Informacyjny CUJiM" nr 1-2 1970,
- Janiszek A., 50-lecie terenowej administracji miar (przegląd historyczny) [w:] "Problemy Jakości" nr 2-3, 1970.

Wielką zasługą Janiszka było opublikowanie około pięćdziesięciu biogramów w ramach cyklu Polscy metrolodzy. Zasłużeni pracownicy administracji miar – drukowanych w czasopismach "Pomiary-Automatyka-Kontrola" i "Normalizacji" w latach 1980-86.